# Stracciatella (sopa)

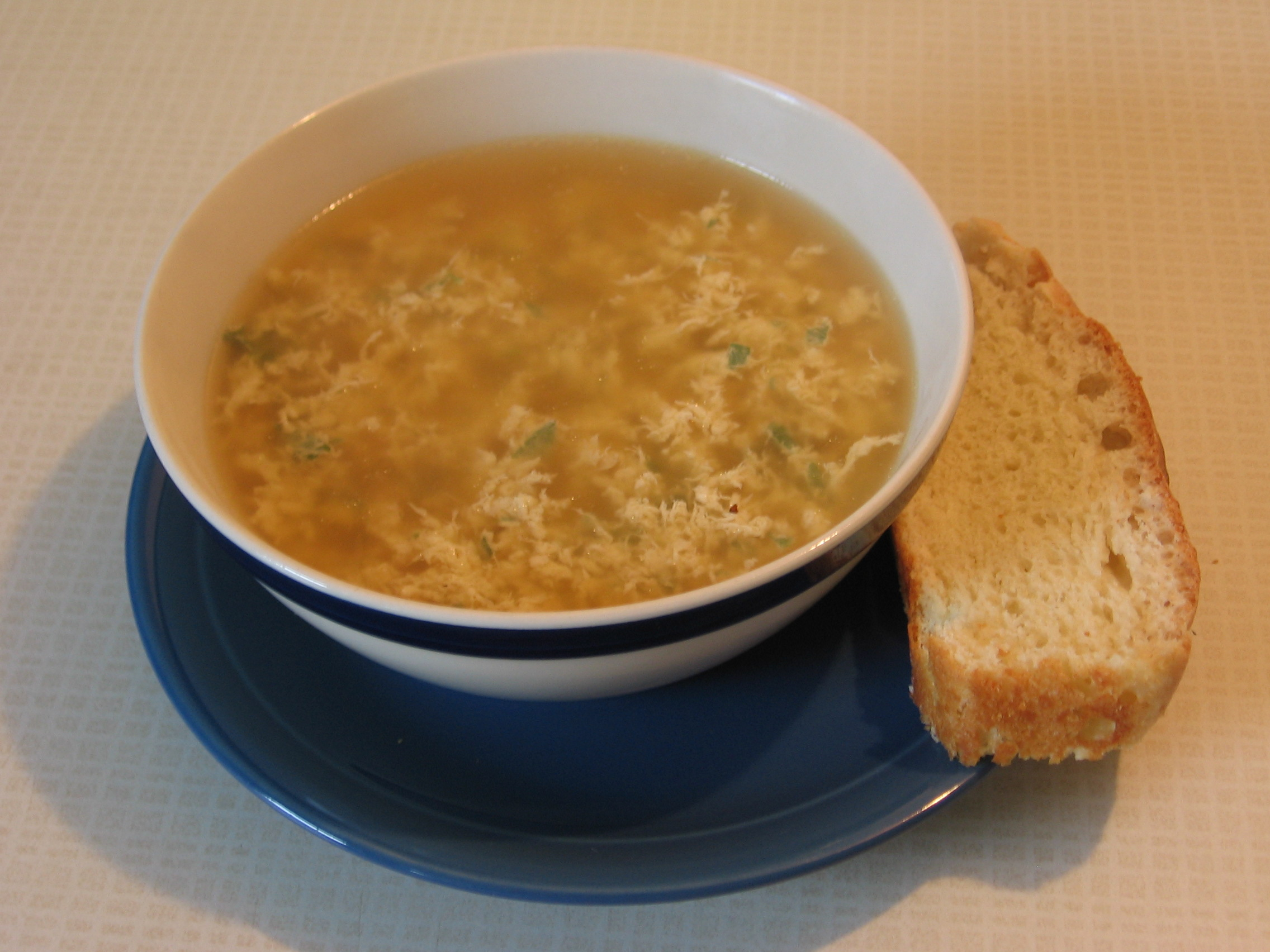
Um tigela com Stracciatella.

Nota: Para outros significados de stracciatella, veja Stracciatella
Stracciatella, mais conhecida como “Stracciatella alla romana” é uma sopa típica do centro da Itália, feita com ovos batidos, por vezes com queijo ralado e outros condimentos, que se deitam lentamente sobre um caldo quente, mexendo para obter farrapos (“straccetti”) de ovo.
Como é normal em preparações tradicionais, existem variantes à receita básica. Uma dessas variantes diz respeito ao tipo de caldo usado, que pode ser à base de carne de vaca ou de galinha, como o consommé. Numa receita apresentada na TV dos Estados Unidos, a “Roman-Style Egg-Drop Soup: La Stracciatella” tem como base um caldo de galinha, mas em que se usam apenas asas e ossos, que são primeiro douradas em óleo; nesse molho (ou fundo) salteiam-se igualmente os vegetais, cortados em mirepoix, até ficarem caramelizados; juntam-se os ossos e asas de galinha, água e puré ou concentrado de tomate e mexe-se até “deglaçar” a panela; deixa-se cozer em lume brando e coa-se, mas espremendo os sólidos para lhes retirar todos os sucos. Este caldo ou fundo de galinha pode ser refrigerado ou congelado. Para fazer a sopa, ferve-se o caldo e juntam-se ovos batidos com queijo, semolina, salsa e noz moscada, misturados com um pouco de caldo frio; mistura-se e serve-se.